# قصر تشانغدوك
قصر تشانغدوك (تشانغدوكغنغ | بالهانغل: 창덕궁 | بالهانجا: 昌德宮 | حرفياً: قصر الفضيلة المزدهر) - يعرف أيضاً باسم قصر تشانغدوكغنغ - يقع القصر في حديقة كبيرة في حي جونغنو في سول في كوريا الجنوبية. يعتبر أحد خمسة قصور كبيرة بناها ملوك جوسون (1392 - 1897). ويقع في شرق قصر غيونغبوك. يشار إلى قصر تشانغدوك وقصر تشانغيونغ باسم «القصر الشرقي» (동궐 | 東闕 | دونغ غوول).
يعتبر القصر الأكثر تفضيلاً بين أمراء جوسون كما حافظ على الكثير من العناصر التي تعود لعصر الممالك الثلاث والتي لم تدمج مع قصر غيونغبوك. أحد هذه العناصر هو كون المباني ممزوجة مع التضاريس الطبيعية للموقع بدلاً من فرض القصر عليها. تضرر القصر كثيراً (كبقية قصور سول الخمسة الكبيرة) أثناء الاحتلال الياباني لكوريا (1910 - 1945). وحالياً لم يتبقَ إلا حوالي 30% من الهيكل الأصلي من فترة ما قبل الاحتلال.

## التاريخ

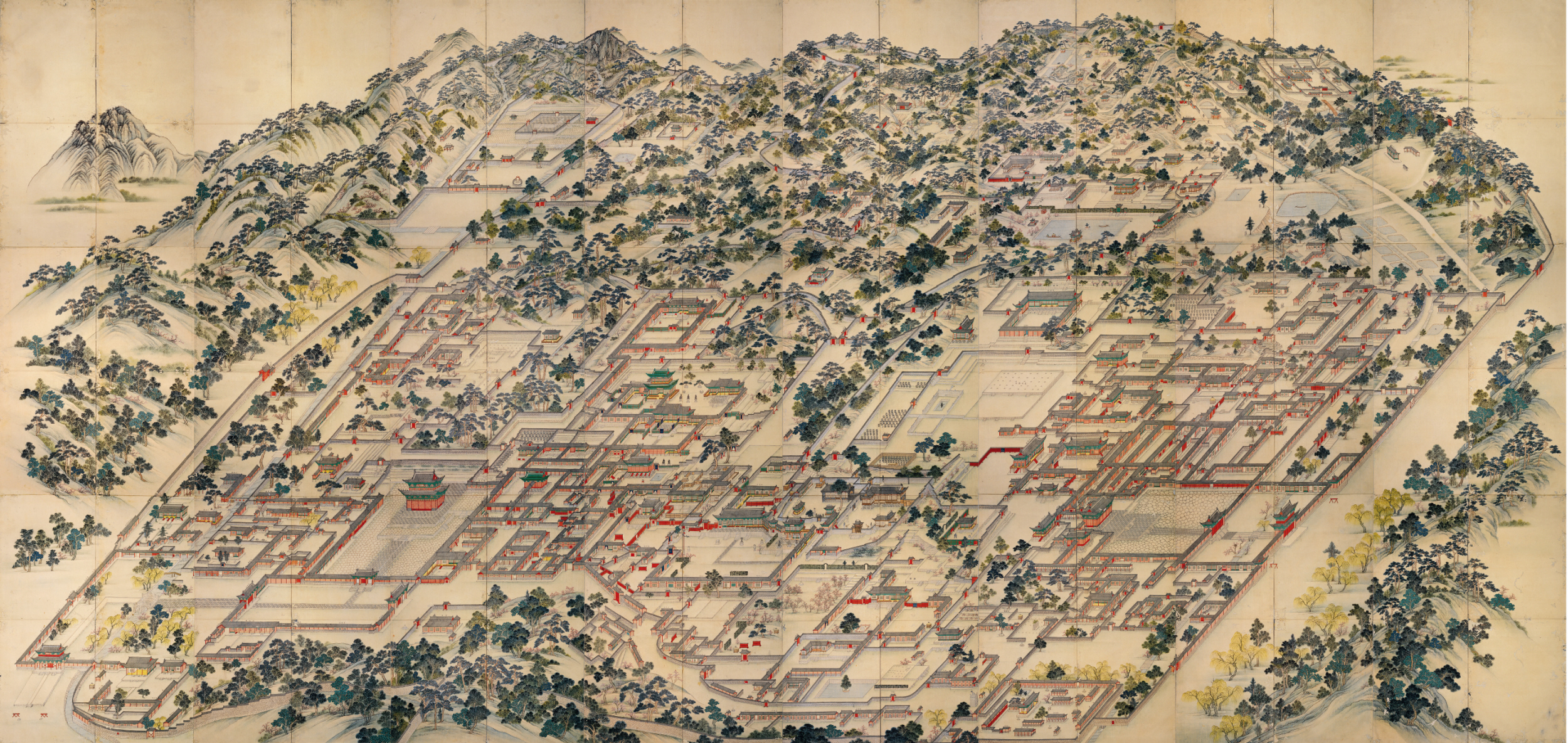
دونغوولدو, رسمة للمناظر الطبيعية لقصر تشانغدوك.

يعتبر القصر الثاني بعد قصر غيونغبوك والذي أسس في 1395 كقصر أساسي. وفي خضم الصراع على العرش بين الأمراء وأتباعهم انهارت سلطة قصر غيونغبوك. تم تنصيب جونغجونغ ملكاً من قبل الأمير جونغآن (إي بانغ وون, الملك تايجونغ) والذي نقل العاصمة إلى غايغيونغ (عاصمة مملكة غوريو، كايسونغ) وفي 1400 مرة أخرى بحجة تفوق الملامح الجغرافية، ولكن لتجنب الصراع على السلطة. وبعد سيطرة الملك تايجونغ (إي بانغ وون) على العرش عاد إلى هانسونغ (سول) وبنى قصر تشانغدوك ليكون بديلاً عن غيونغبوك والذي قتل إخوته غير الأشقاء فيه، والذي قاد تشييده هو جونغ دو جون، منافس الملك من قبل. بدأ تشييد القصر في 1405, وانتهى في 1412. وقام الملك سونجو بتوسيع ساحات القصر بنحو 500,000 متر مربع، بما فيها هو وون (الحديقة الخلفية).
أحرق القصر بالكامل أثناء الغزو الياباني في 1592 وأعيد بناؤه من قبل الملك سونجو والملك غوانغهاي في 1609. ووقعت حريقة أخرى في 1623 بسبب ثورة الملك إنجو السياسية ضد غوانغهاي. كما هجم المانشو تشينغ على القصر، وعلى الرغم من تاريخه الطويل ظل محافظاً على تصميمه الأصلي. كان القصر موقعاً للبلاط الملكي ومقراً للحكومة حتى 1868, عندما أعيد بناء قصر غيونغبوك المجاور. عاش إمبراطور كوريا الأخير سنجونغ في القصر حتى وفاته في 1926.
يوجد حوالي 13 مبنى تبقى إلى يومنا هذا على أراضي القصر القديمة وحوالي 28 جناح في الحدائق، لتشغل مساحة 110 فداناً (45 هيكتار) ككل، كما تم اختيار المكان كموقع تاريخ برقم 122. بعض المباني مثل دونهوامن (بني في 1412, وتم إعادة بنائه في 1607, مع جرس نحاسي يزن 9 أطنان قصيرة أو 8 أطنان مترية), مبنى إنجونغجون (القاعة الرئيسية), ومبنى سونغجونغجون (مكتب مساعد في القاعة الرئيسية), ومبنى هويجونغدانغ (مقر سكن الملك الخاص، استخدم فيما بعد كقاعة للمؤتمرات), ومبنى دايجوجون (المباني السكنية), ومبنى ناكسونجاي (مقر سكن الأسرة الإمبراطورية سابقاً بمن فيهم الأميرة بانغجا).

## هيكل القصر
بني القصر بين مايبونغ (قمة جبل بغاكسان) في الخلف ومن الأمام يتدفق تيارغمتشون متأثراً بمبدأ «بايسان إمسو» (배산임수) في نظرية فينغ شوي. وخلافاً لقصر غيونغبوك والذي تترتب المباني الرئيسية فيه حسب مبدأ معماري دقيق، وعلى العموم فالمباني في قصر تشانغدوك يتم التخلص منها بحرية أكبر من دون نظام منتظم. ومع أن هيكل القصر يبدو فوضوياً عند رؤيته، لكن جميع المباني منسجمة مع البيئة المحيطة بها.
يتكون قصر تشانغدوك من منطقة حكومية (치조 | 治朝 | تشيجو) تتركز في إنجونغجون وسونجونغجون، ومنطقة ملكية خاصة (침전 | 寢殿 | تشمجون وتعني حجرة نوم الملك) ومنطقة ناكسونجاي في الشرق، وهوون خلف تلال الشمال. تقع معظم المباني الكبرى الرسمية مثل إنجونغجون، وقاعة القصر الرئيسية، وسونجونغجون، ومكتب الملك، والعديد من المكاتب الحكومية (궐내각사 | 闕內各司 | غوولايغاكسا) في الأجزاء الأمامية من القصر، وبعدها يوجد البلاط الخاص بالملك والملكة. تحيط بمنازل الملك مثل هويجونغدانغ، وسونجونغجون، وناكسونجاي العديد من المباني الأخرى وذلك في حالة الاقتحام الخارجي. يتمير الأسلوب المعماري لقصر تشانغدوك بالبساطة والتقشف بسبب الفكر الكونفوشيوسي.
البنى ذات الأهمية هي:

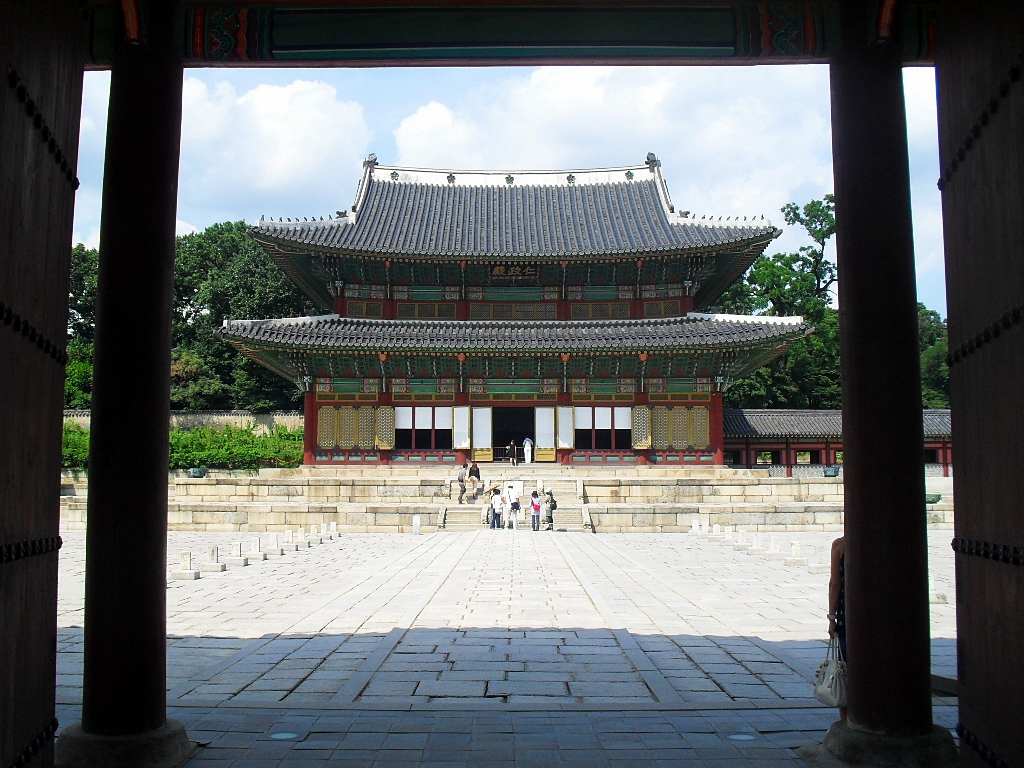
إنجونغجون (القاعة الرئيسية)

- بوابة دونهوامن - بوابة القصر الرئيسية. بنيت في 1412, والذي يتكون من طابقين من الأجنحة ذات الهيكل الخشبي، وهي أكبر بوابات القصر. احترقت بوابة دونهوامن في الغزو الياباني في 1592 وأعيد بناؤها في 1608.
- جسر غمتشونغيو - أقدم جسر لا يزال موجوداً إلى اليوم في سول. بني في 1411.
- قاعة إنجونغجون (كنز وطني) - قاعة العرش في قصر تشانغدوك، تم استخدامه من أجل شؤون الدولة الكبرى بما فيها تتويج الملك الجديد واستقبال المبعوثين الأجانب. بني في 1405 وأعيد بناؤه في 1610 بعد أن أحرق في الغزو الياباني في 1592, ومرة أخرى في 1804 بعد أن احترق.
- قاعة سونجونغجون - مكتب لحكم المسؤولين، يجري الملك اجتماعات يومية مع الوزراء، ويقدموا تقاريرهم عن شؤون الدولة والحلقات الدراسية.
- قاعة هويجونغدانغ - كانت في الأصل حجرة نوم الملك، وأصبحت مكان عمله بعد اعتبار قاعة سونجونغجون صغيرة جداً لإدارة شؤون الدولة الروتينية. دمرت القاعة بحريق في 1917. يختلف الهيكل الذي أعيد بناؤه عن الأصلي بسبب التأثير الغربي الجديد. حيث يمكن رؤية ألواح خشبية على الأرض، والسجاد، والنوافذ الزجاجية، والنجف داخل المبنى.
- قاعة دايجوجون - مقر سكن الملكة الرسمي. دمر في حريق 1917, وأعيد بناؤه من مواد أخذت من قصر غيونغبوك. تم استخدام قاعة دايجوجون كمقر سكن لآخر إمبراطورة من جوسون، مما يعطي فكرة حول السنوات الأخيرة للأسرة الإمبراطورية لإمبراطورية كوريا.
- جناح جهامنو (كيوجانغاك[الإنجليزية]) - تقع المكتبة الملكية في هذه المنطقة. كانت امتحانات الدولة تجرى أمام الجناح في مناسبات خاصة أثناء حضور الملك.
- مقر يون غيونغدانغ - بني في 1827, هي قاعة للمقابلة، صممت على غرار منزل أدبي نموذجي.

### هو وون (الحديقة الخلفية)

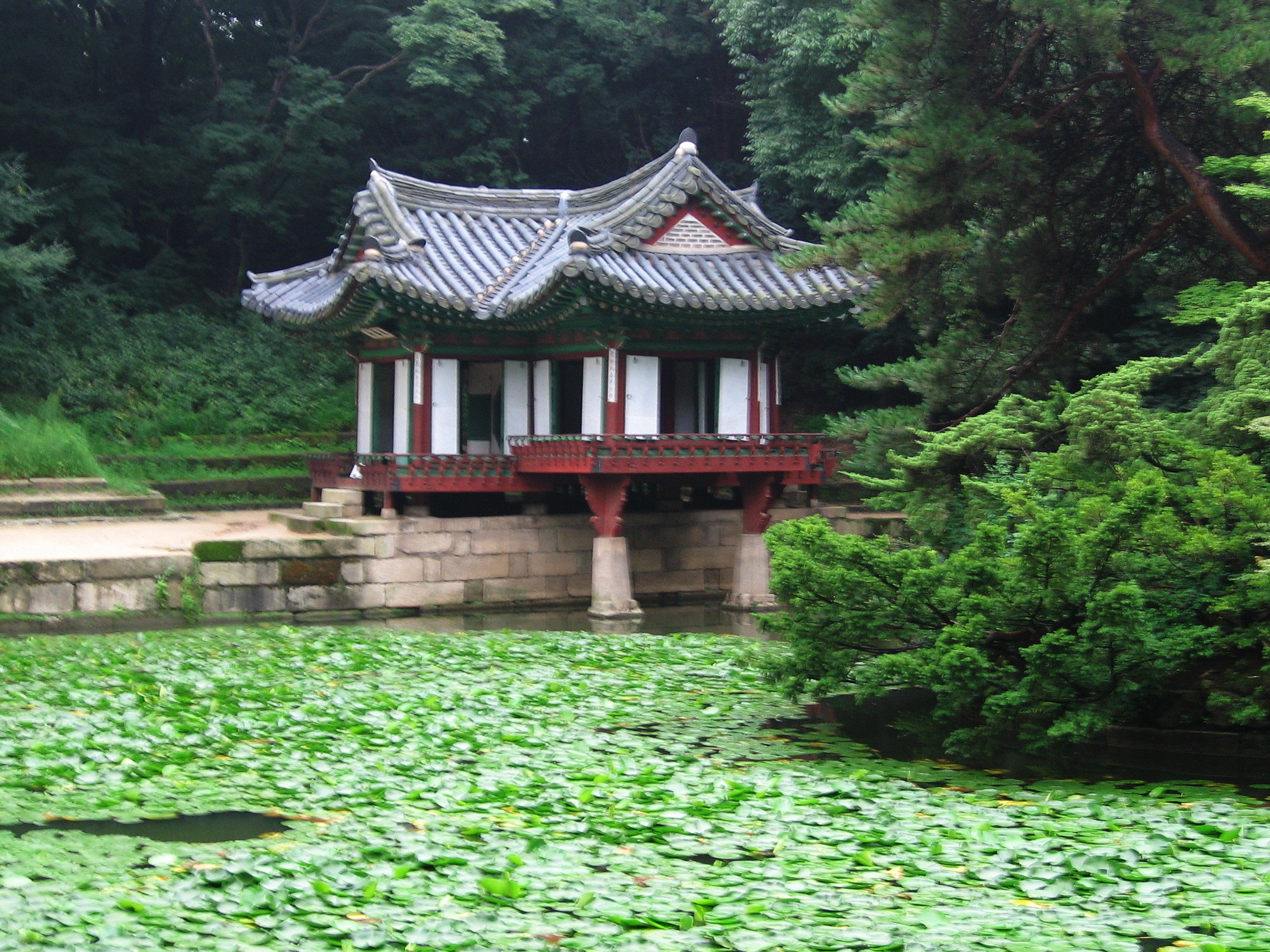
جناح بيونغجونغ (قبل ترميم 2012) وبركة بيونغجي في منطقة هو وون.

خلف القصر تقع منطقة مساحتها 78 فداناً (32 هكتاراً) وهي هو وون (후원 | 後苑 | الحديقة الخلفية) والتي بنيت في الأصل من أجل استخدام العائلة المالكة ونساء القصر. تضم الحديثة بركة لوتس، وأجنحة، ومروجاً خضراء، وأشجاراً، وزهوراً. يوجد حوالي 26 ألف عينة من مئة نوع مختلف من الأشجار في الحديقة وبعضها عمره أكثر من 300 سنة. الحديقة للاستخدام الخاص للملك دعيت «غموون» (금원 | 禁苑 | الحديقة المحرمة) لأن كبار المسؤولين لا يسمح لهم بالدخول إليها بدون إذن الملك. كما سميت نايوون (내원 | 內苑 | الحديقة الداخلية). في يومنا هذا يسميها الكوريون «بيوون» (비원 | 秘院 | الحديقة السرية) والذي استمد من مكتب له نفس الاسم في القرن التاسع عشر. ومع أن للحديقة أسماء كثيرة، إلا أن الاسم الأكثر استخداماً خلال عصر مملكة جوسون هو «هو وون».
في سبتمبر 2012, أعيد افتتاح جناح بويونغجونغ في الحديقة بعد سنة من مشروع الترميم. تم إعادة الجناح بناء على دونغولدو من 1820، الكنز الوطني الكوري الجنوبي رقم 249.
العديد من الاحتفالات التي يستضيفها الملك تجرى في هو وون. في فترة جوسون المبكرة، كانت تجرى تدريبات تفتيش مع الملك نفسه العديد من المرات. كان للملك سيجو موكب قوات وجماعة أخرى أمامه، ويأمرهم بنفسه في الحديقة. بالإضافة لذلك، كان الملك يجري الولائم، ويلعب ألعاب الرماية، أو يستمتع بالألعاب النارية في هو وون.
منطقة أنغنيوتشون (옥류천 | 玉流川 | تيار اليشب) ذات أهمية خاصة. تحتوي المنطقة على قناة مائية على شكل حرف U نحتت في 1636 لأكواب النبيذ العائمة، مع شلال صغير وقصيدة منقوشة على صخرة فوقه. كما تحتوي المنطقة على خمسة أجنحة قصيرة.

## التراث العالمي
أضيف قصر تشانغدوك إلى قائمة التراث العالمي لليونسكو في 1997. ذكرت لجنة اليونسكو عندما وصفت الموقع بأنه"مثال مذهل لهندسة قصور الشرق الأقصى المعمارية وتصميم الحدائق" ويعتبر استثناءً لأن المباني "دمجت وتجانست مع البيئة الطبيعية" وتكيفت "مع التضاريس واحتفظت بالغطاء الشجري الأصلي.
استخدمت أجزاء من القصر لتصوير الدراما الكورية ذات الشعبية الكبيرة داي جانغ غم في عام 2000.

## معرض الصور

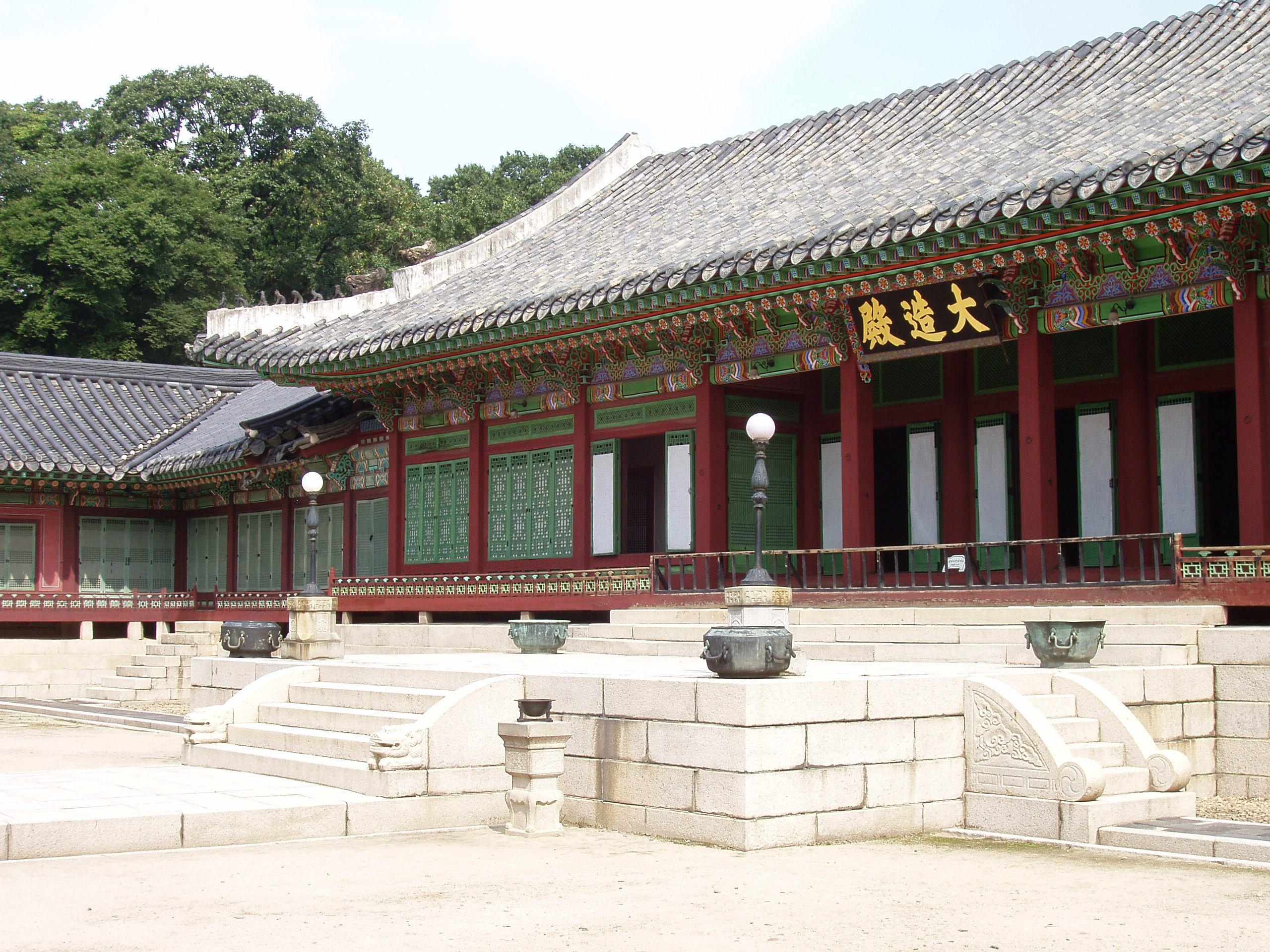
دايجوجون
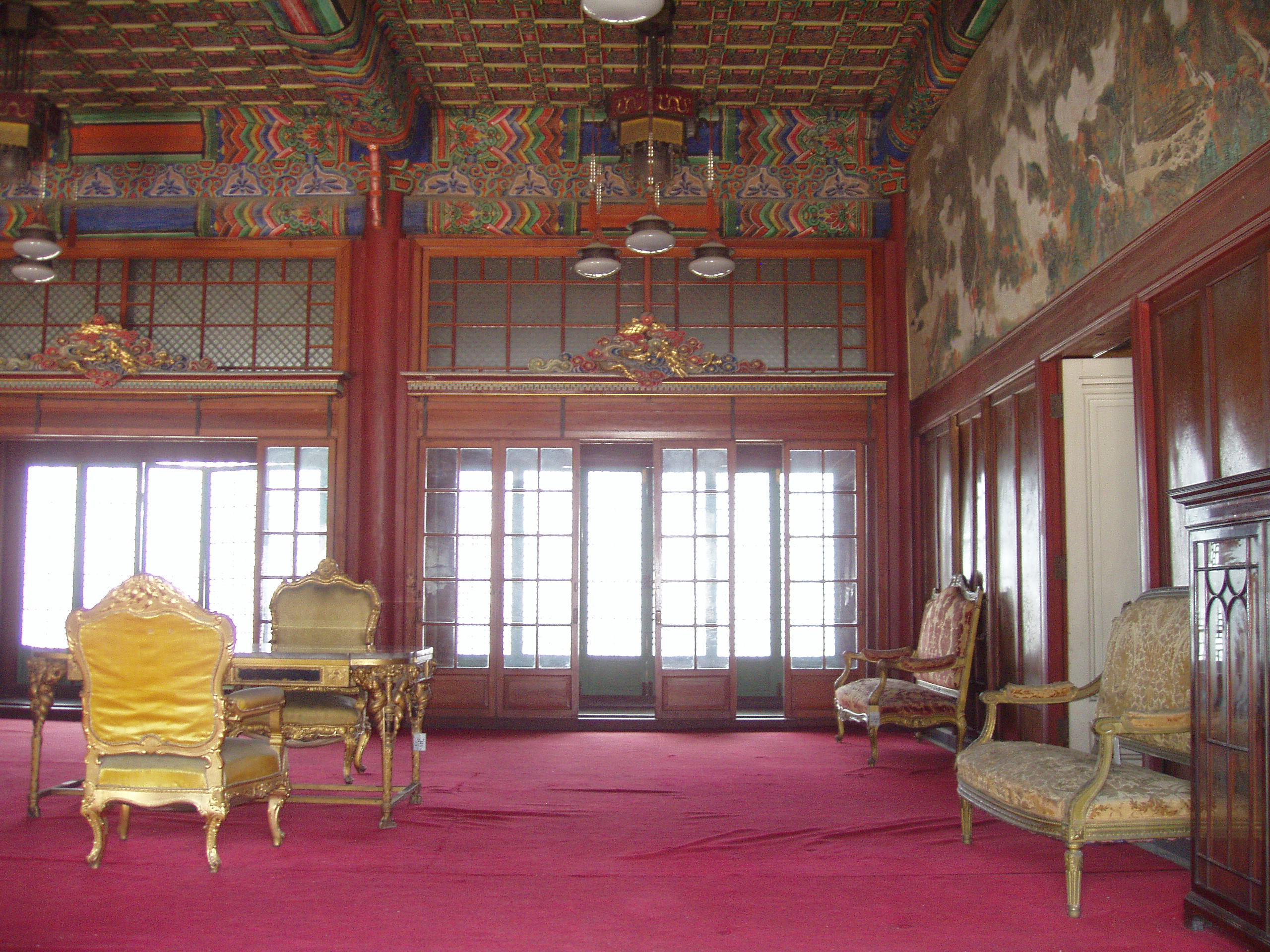
هويجونغدانغ
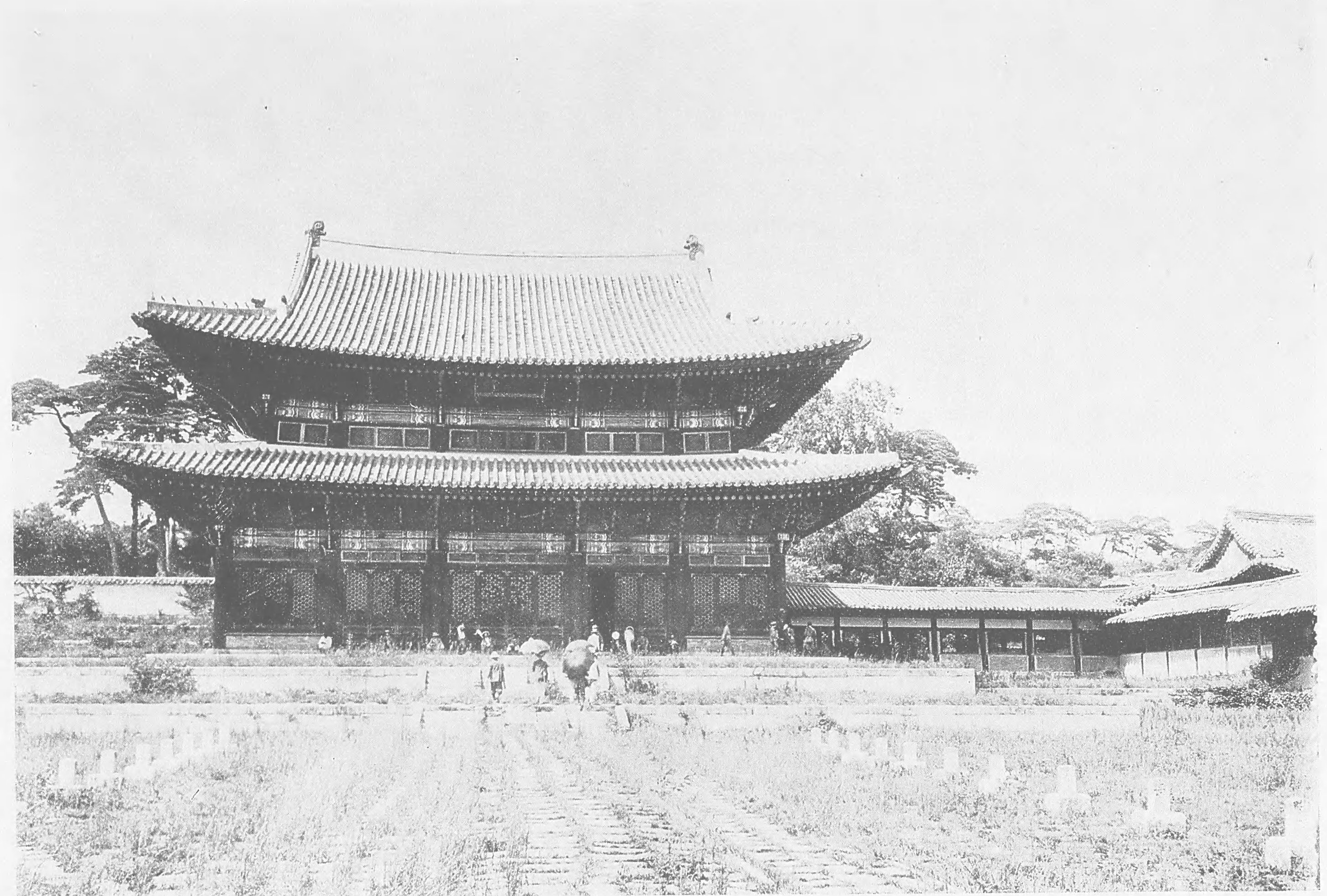
إنجونغجون من عام 1906
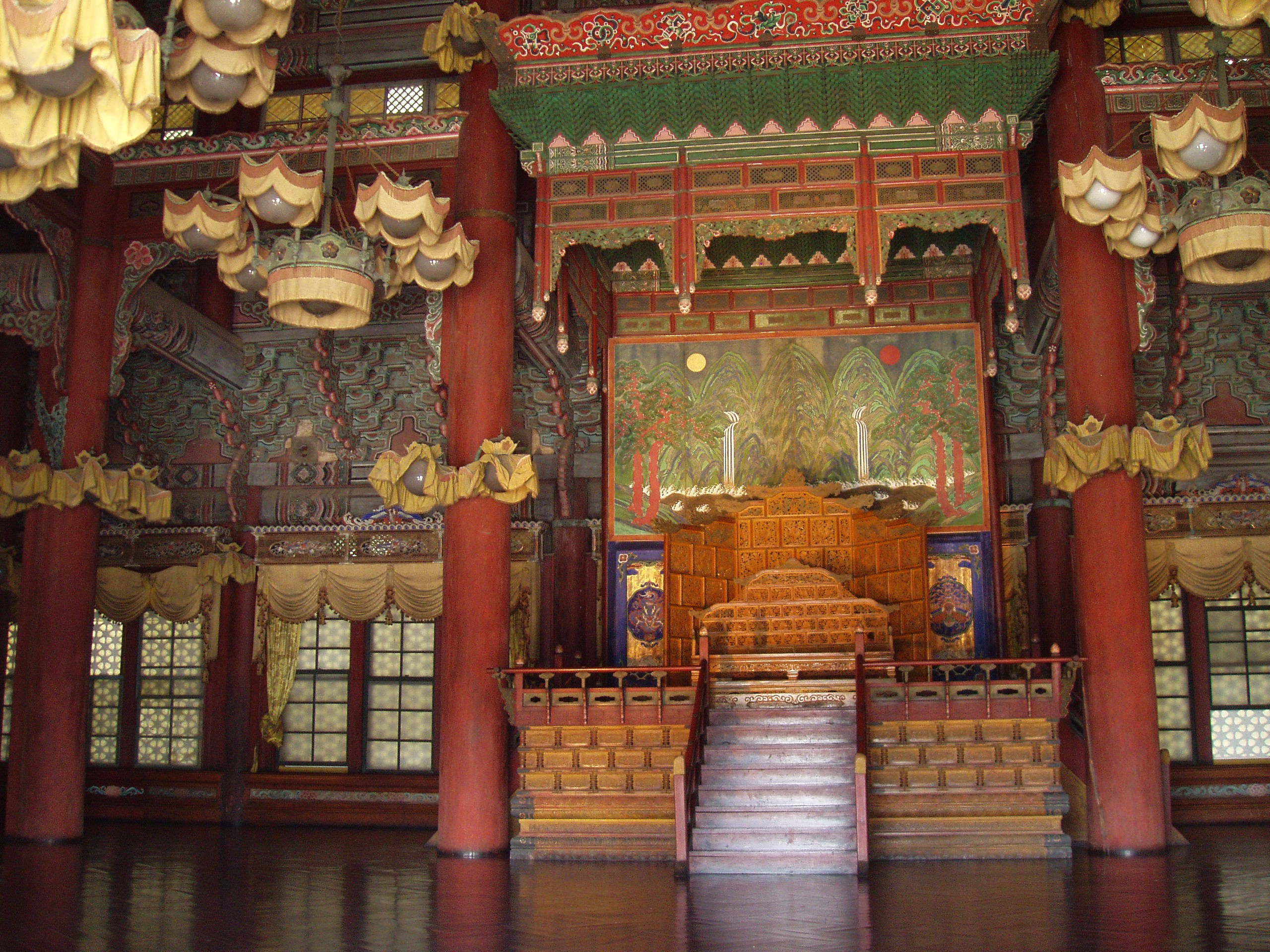
العرش الملكي في إنجونغجون
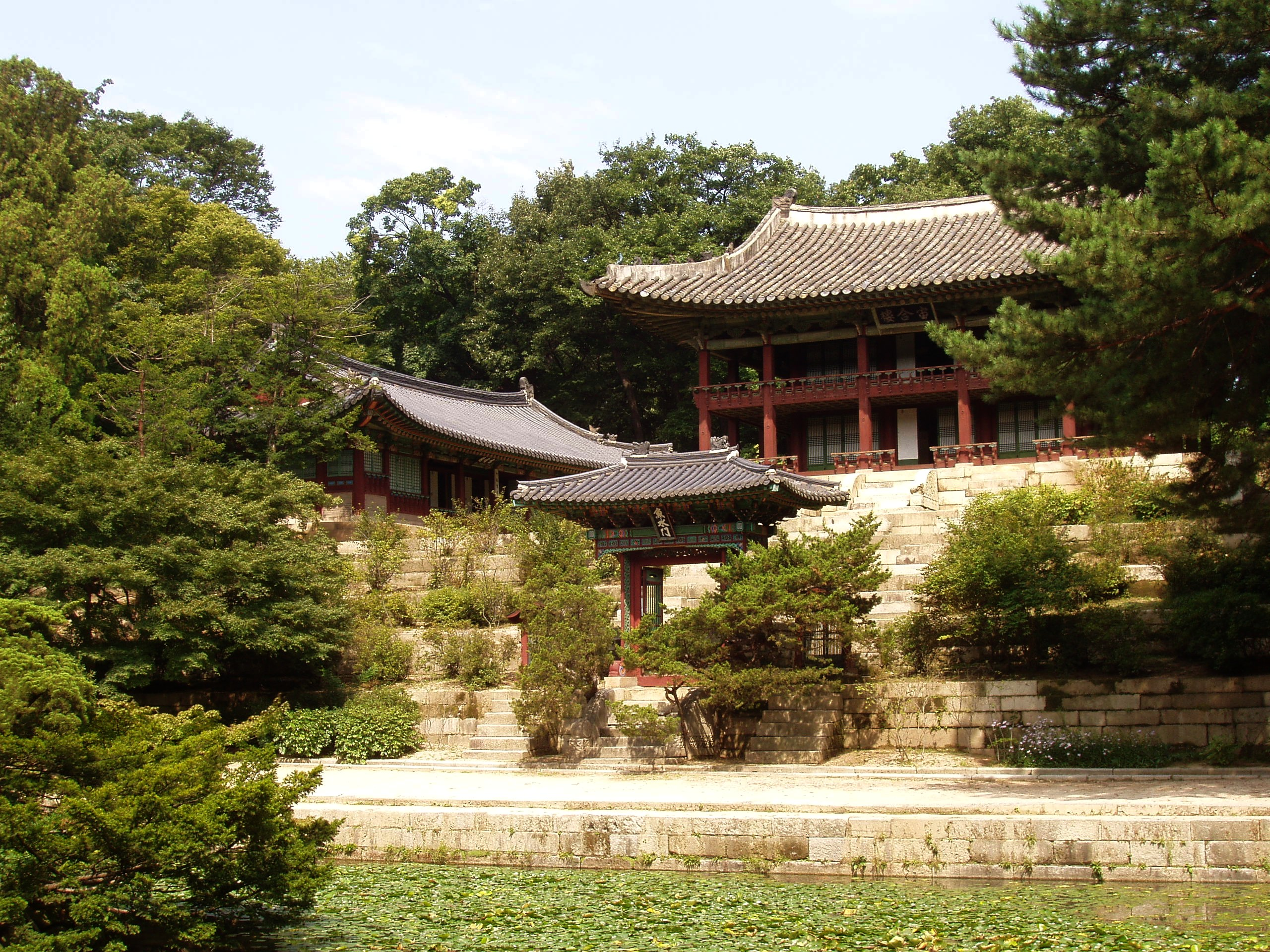
جوهامنو
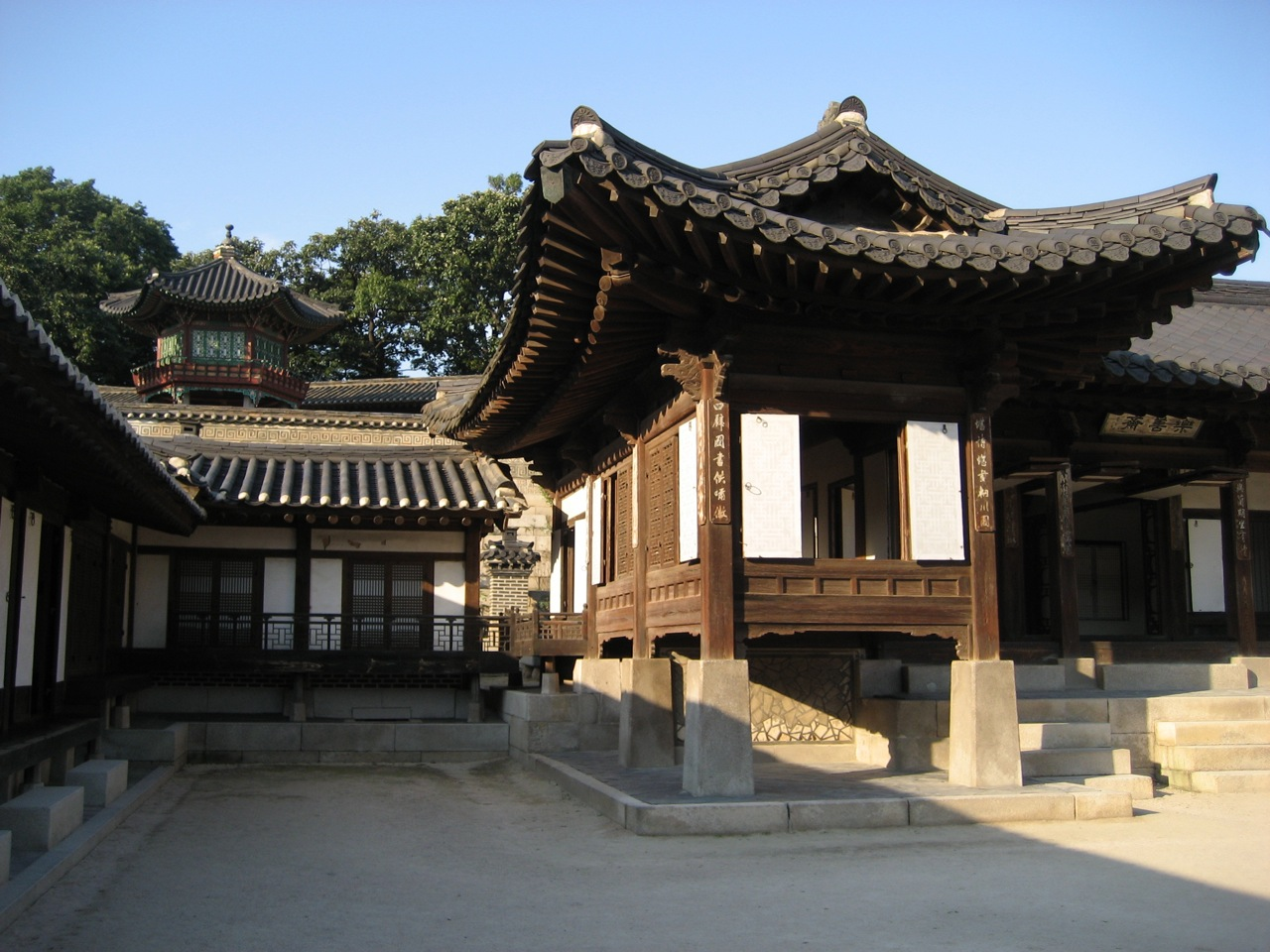
ناكسونجاي
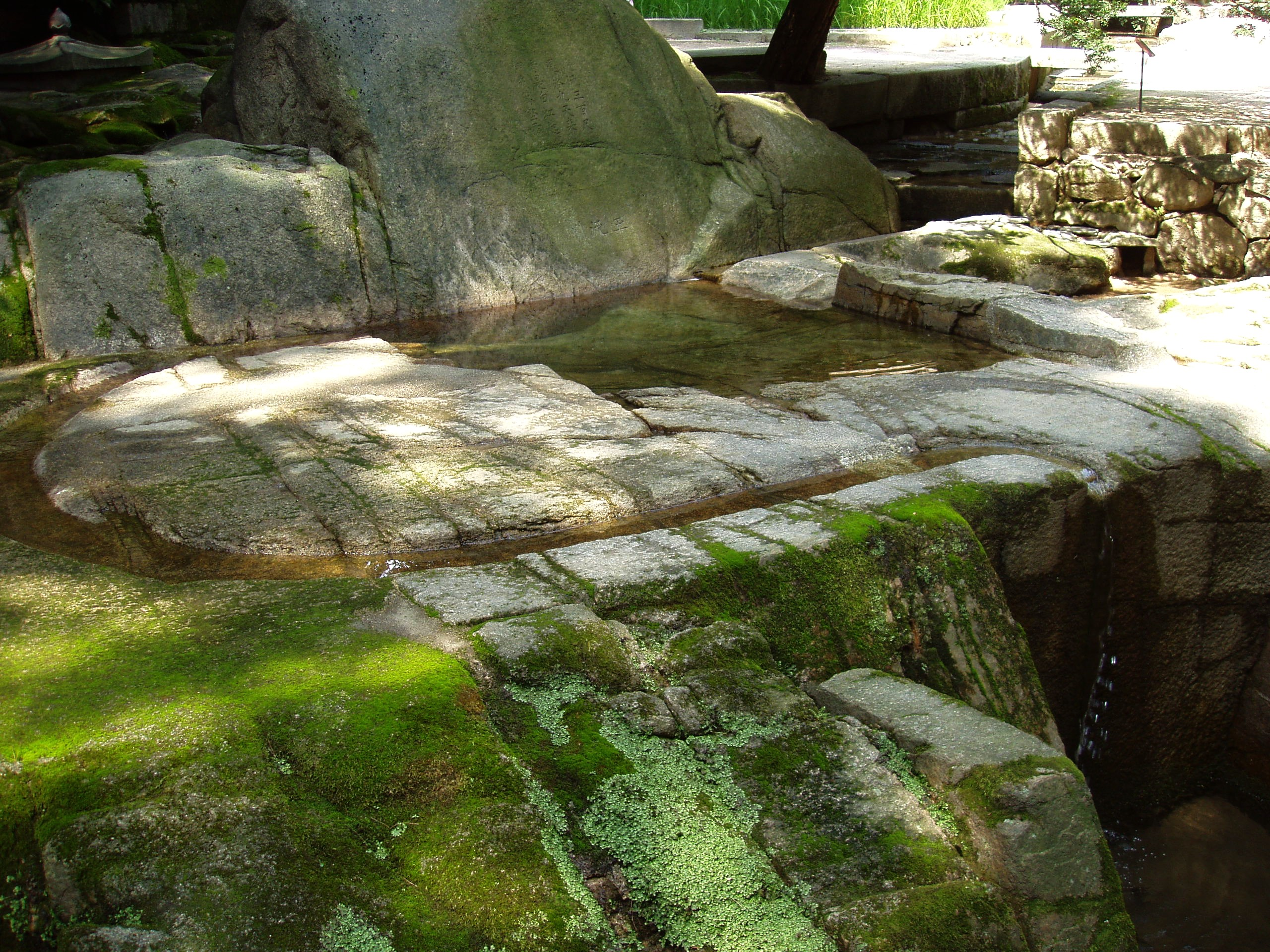
أنغنيوتشون
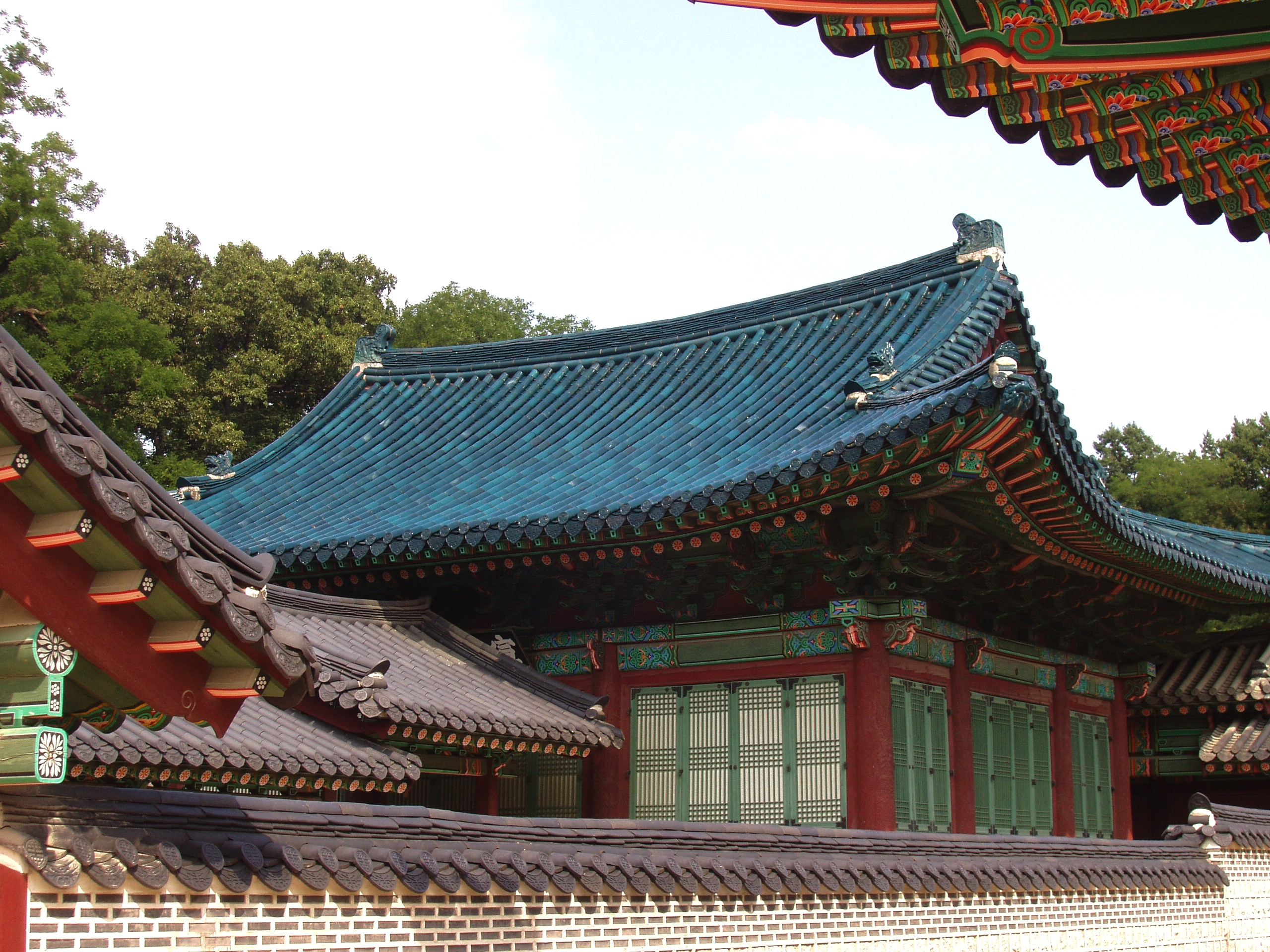
سونجونغجون
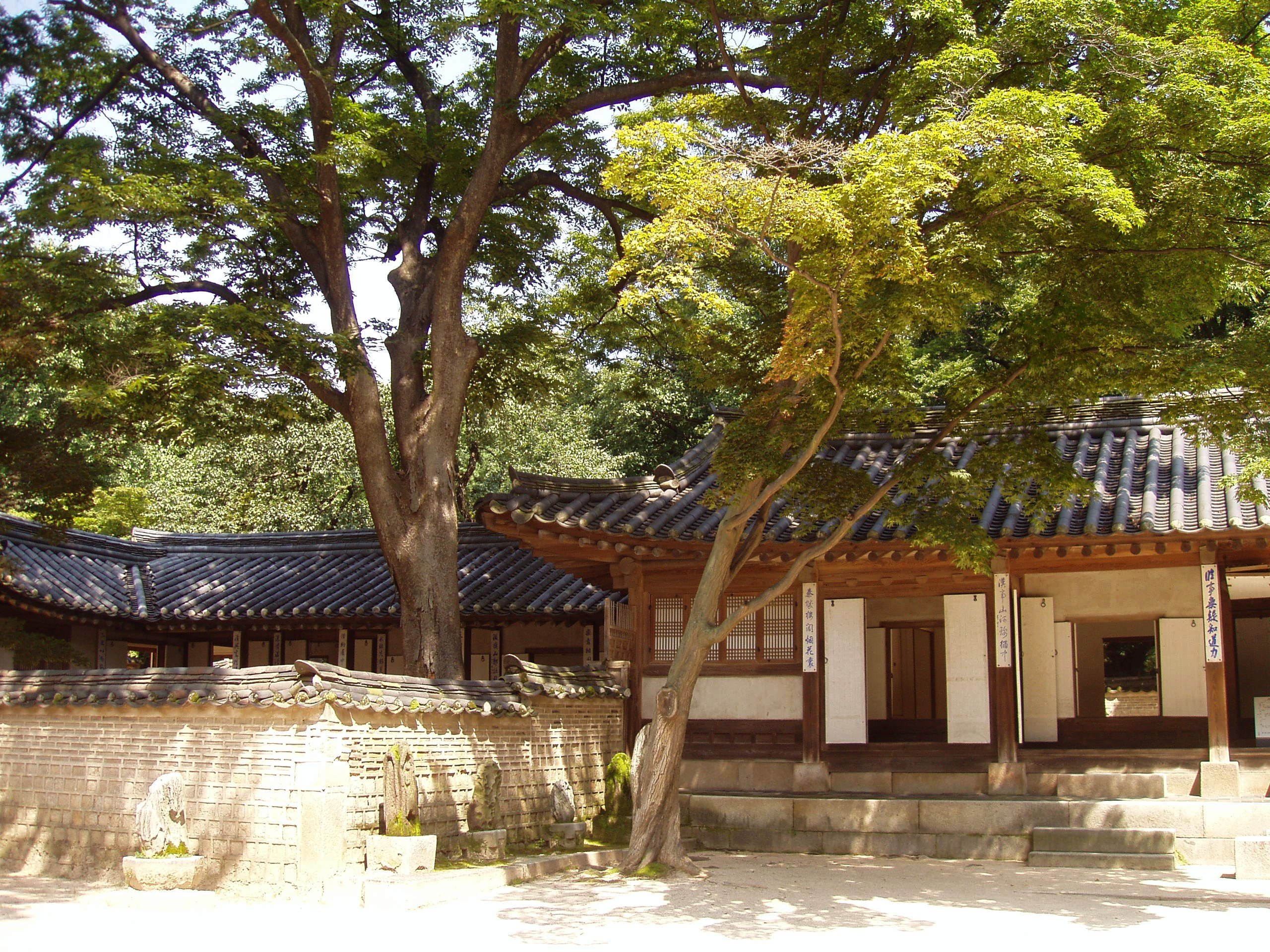
يونغيونغدانغ

## قراءة خارجية
- تشوي جونغ دوك (최종덕), (2006) تشانغدوكغنغ: قصر جوسون الحقيقي (조선의 참 궁궐 창덕궁), سول: نولوا.
- يون جونغ سون (1992), سول الجميلة، سول: دار نشر سنغ من. صفحة 4 إلى 51 هي ذات العلاقة، لكل مبنى صورة ووصف تاريخي.
- قصر تشانغدوكغنغ، كتيب غير مؤرخ في القصر.